# Aftershock (film, 2012)
Pour les articles homonymes, voir Aftershock.
Pour plus de détails, voir Fiche technique et Distribution.
Aftershock est un film catastrophe chilo-américain écrit et réalisé par Nicolás López, sorti en 2012.

## Synopsis
À Valparaíso au Chili, un violent séisme frappe et un groupe de touristes apprennent rapidement qu'atteindre la surface n'est que le début de leur cauchemar. La catastrophe a conduit à l'effondrement des normes sociales, y compris aux meurtres, aux viols, aux pillages et d'autres activités chaotiques. Après le séisme, un tsunami se forme...

## Fiche technique
- Titre original : Aftershock
- Réalisation : Nicolás López
- Scénario : Guillermo Amoedo, Nicolás López et Eli Roth
- Direction artistique : Nelson Daniel
- Costumes : Elisa Hormazábal
- Photographie : Antonio Quercia
- Montage : Diego Macho Gómez
- Musique : Manuel Riveiro
- Production : Miguel Asensio, Brian Oliver et Eli Roth
- Société de production : Sobras.com Producciones
- Société de distribution : Dimension Films (Chili et États-Unis)
- Pays de production : Chili et États-Unis
- Langue originale : anglais et espagnol
- Format : couleur - 1.85 : 1 - Dolby numérique - 35 mm
- Genre : catastrophe
- Budget : 2 000 000 $
- Durée : 90 minutes
- Dates de sortie :
  - Canada : 11 septembre 2012 (Festival international du film de Toronto)
  - États-Unis : 10 mai 2013

## Distribution
- Eli Roth (V. F. : David Krüger) : Gringo
- Andrea Osvárt (V. F. : Véronique Picciotto) : Monica
- Ariel Levy (V. F. : Benoît DuPac) : Ariel
- Nicolas Martinez (V. F. : Philippe Valmont) : Pollo
- Lorenza Izzo (V. F. : Priscilla Bescond) : Kylie
- Natasha Yarovenko (V. F. : Alexia Lunel) : Irina
- Marcial Tagle (V. F. : Paul Borne) : le pompier
- Ramón Llao : Ramón
- Ignacia Allamand : guide
- Paz Bascuñán : la femme enceinte
- Thalía (V. F : Alondra Hidalgo) : Lisa

Sources et légende : Version française (V. F.) sur RS Doublage et Marcsaez.jimdo

## Distinctions
- Sélection officielle au Festival international du film de Catalogne 2012